# Mount Shaw (New Hampshire)
Mount Shaw ist ein Berg in den Städten Moultonborough und Tuftonboro im Carroll County in New Hampshire in den USA. Er ist Teil der Überreste eines alten vulkanischen Ring-Dykes. Mit einer Gipfelhöhe von 911 m ist er der höchste Berg der Ossipee Mountains.
Der Ring-Dyke-Komplex von Ossipee im Zentrum von New Hampshire ist ein sichtbarer Überrest eines 125 Millionen Jahre alten kreidezeitlichen Schichtvulkans. Obwohl die Ossipee Mountains nur eine mäßige Höhe haben, hat der Mount Shaw aufgrund seiner Dominanz 715 m Schartenhöhe und überragt damit das niedrige Gelände, das ihn von der nahe gelegenen Sandwich Range trennt.